# Jason Collier Sportsmanship Award

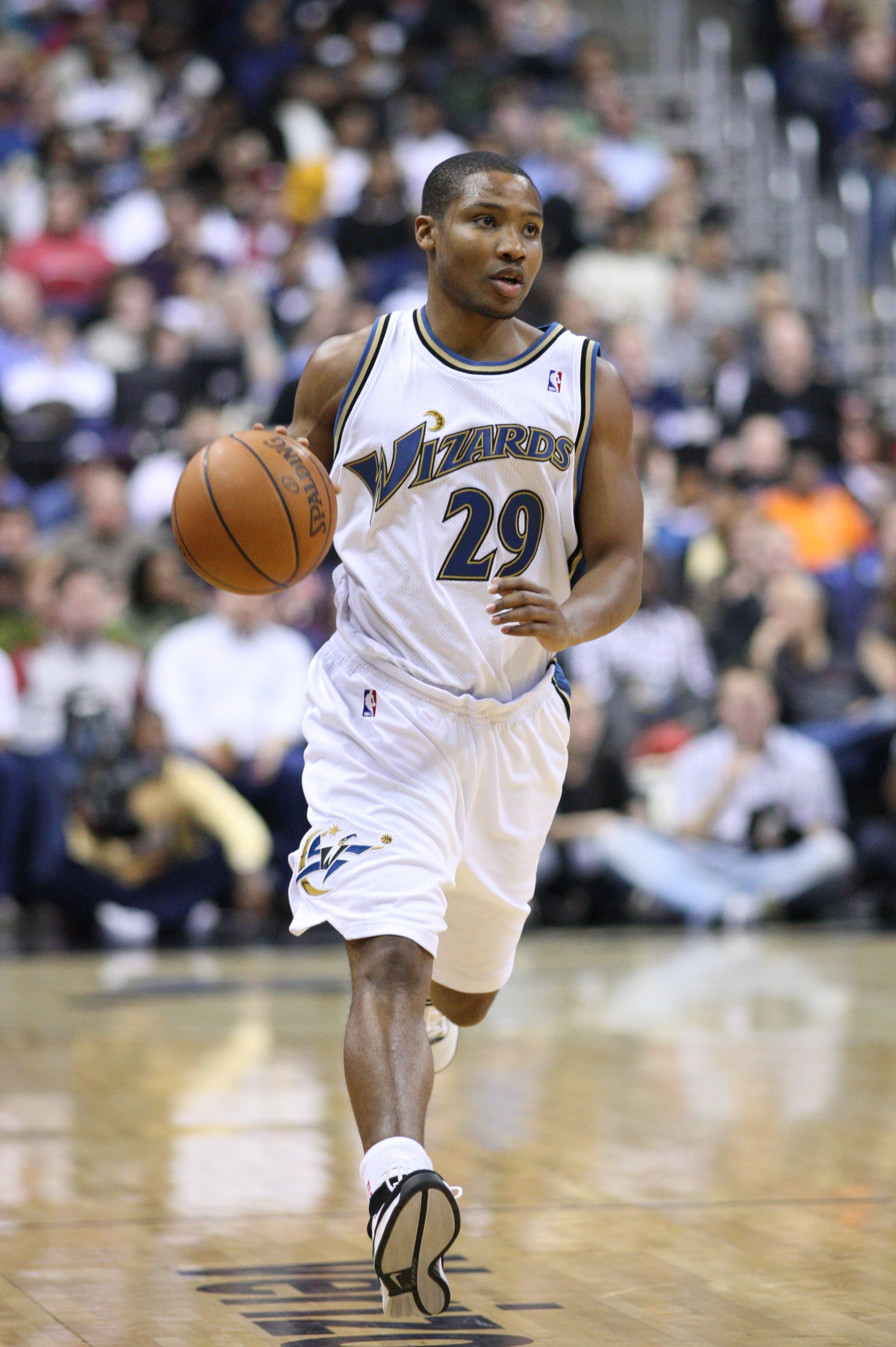
Mike Wilks, el primer ganador del premio.

El Jason Collier Sportsmanship Award (en español, Premio a la Deportividad Jason Collier) es un galardón que otorga la NBA G League desde su temporada inaugural. En él se honra al jugador que mejor represente los valores del deporte dentro y fuera de las canchas. Lo conceden los entrenadores de la liga, y habitualmente se anuncia durante la disputa de los playoffs. El premio recibe el nombre del que fuera jugador de la D-League, además de los Houston Rockets y los Atlanta Hawks, el pívot Jason Collier, que falleció el 15 de octubre de 2005, cuando estaba en activo.
Desde entonces, tres jugadores han repetido galardón: Andre Ingram, Billy Thomas y Ron Howard.

## Ganadores
| Temporada | Nacionalidad   | Jugador                | Equipo                   |                |
| --------- | -------------- | ---------------------- | ------------------------ | -------------- |
| 2001-2002 | Estados Unidos | Mike Wilks             | Huntsville Flight        |                |
| 2002-2003 | Estados Unidos | Billy Thomas           | Greenville Groove        |                |
| 2003-2004 | no se concedió | no se concedió         | no se concedió           | no se concedió |
| 2004-2005 | no se concedió | no se concedió         | no se concedió           | no se concedió |
| 2005-2006 | Nigeria        | Ime Udoka              | Fort Worth Flyers        |                |
| 2006-2007 | Estados Unidos | Roger Powell           | Arkansas RimRockers      |                |
| 2007-2008 | Estados Unidos | Billy Thomas           | Colorado 14ers           |                |
| 2008-2009 | Estados Unidos | Will Conroy            | Albuquerque Thunderbirds |                |
| 2009-2010 | Estados Unidos | Andre Ingram           | Utah Flash               |                |
| 2010-2011 | Estados Unidos | Larry Owens            | Tulsa 66ers              |                |
| 2011-2012 | Estados Unidos | Moses Ehambe           | Iowa Energy              |                |
| 2012-2013 | Estados Unidos | Ron Howard             | Fort Wayne Mad Ants      |                |
| 2013-2014 | Estados Unidos | Ron Howard (2)         | Fort Wayne Mad Ants      |                |
| 2014-2015 | Estados Unidos | Renaldo Major          | Bakersfield Jam          |                |
| 2015-2016 | Estados Unidos | Scott Suggs            | Raptors 905              |                |
| 2016-2017 | Estados Unidos | Keith Wright           | Westchester Knicks       |                |
| 2017-2018 | Estados Unidos | C. J. Williams         | Agua Caliente Clippers   |                |
| 2018-2019 | Estados Unidos | Gabe York              | Lakeland Magic           |                |
| 2019-2020 | Estados Unidos | Ivan Rabb              | Westchester Knicks       |                |
| 2020-2021 | Estados Unidos | Galen Robinson Jr.     | Austin Spurs             |                |
| 2021-2022 | Estados Unidos | Andre Ingram (2)       | South Bay Lakers         |                |
| 2022-2023 | Estados Unidos | Nate Pierre-Louis      | South Bay Lakers         |                |
| 2023-2024 | Estados Unidos | Gabe Osabuohien        | Cleveland Charge         |                |
| 2024-2025 | Estados Unidos | Galen Robinson Jr. (2) | Birmingham Squadron      |                |